# Émile Mousel
Michel Emil (Émile) Mousel (Clausen, 20 december 1843 – aldaar, 15 oktober 1910) was een Luxemburgs bierbrouwer en politicus.

## Biografie
Émile Mousel was een zoon van bierbrouwer Jacob Mousel (1818-1856) en Susanna Trierweiler. Na zijn studie werkte hij bij diverse brouwerijen in het buitenland, onder meer in de Elzas. Na zijn terugkeer in Luxemburg nam hij de Mouselbrouwerij van zijn ouders in Clausen over. Het bedrijf werd in 1825 gesticht door zijn grootvader Michel Mousel (1794-1845) en is in 2000 gefuseerd tot de Brasserie de Luxembourg Mousel-Diekirch.
Hij werd actief in de politiek in de hoofdstad en was er gemeenteraadslid (1875-1904) en burgemeester (1894-1904). Hij was verantwoordelijk voor een reorganisatie van de financiën in de stad, waardoor diverse grotere werken worden uitgevoerd zonder dat daarvoor lastenverzwaring voor de bevolking voor nodig was. Hij zorgde daarmee onder andere voor verbetering van de openbare verlichting, een nieuwe waterleiding, aanleg van infrastructuur in Limpertsberg en de oprichting van een reinigings- en ophaaldienst. Een deel van zijn plannen leidde tot oppositie vanuit de gemeenteraad en de bevolking, waardoor hij zich niet meer verkiesbaar stelde. Van 1896 tot 1905 was hij lid van de Kamer van Afgevaardigden.
Émile Mousel overleed op 66-jarige leeftijd in Clausen, hij begraven op de Cimetière de Fetschenhof. In Clausen werd een straat op het terrein van de voormalige brouwerij naar hem vernoemd. Deze Rue Émile Mousel werd later omgedoopt tot Rives de Clausen. Sinds 1925 heet het plein aan het begin van de straat Place Émile Mousel.

## Onderscheidingen
- 1886: Ridder in de Orde van de Eikenkroon[6]
- 1901: Ridder in het Legioen van Eer[7]
- 1898: Ridder in de Leopoldsorde[8]

François Scheffer · Jean-Baptiste Servais · Baron de Tornaco · Bonaventure Dutreux-Boch · François Scheffer · Constantin Joseph Pescatore · François Scheffer · François Röser · François Scheffer · Fernand Pescatore · Jean-Pierre David Heldenstein · Gabriel de Marie · Jean-Pierre David Heldenstein · Théodore Eberhard · Jean Mersch-Wittenauer · Charles Simonis · Emmanuel Servais · Alexis Brasseur · Émile Mousel · Alphonse Munchen · Léandre Lacroix · Luc Housse · Gaston Diderich · Émile Hamilius · Paul Wilwertz · Colette Flesch · Camille Polfer · Lydie Polfer · Paul Helminger · Xavier Bettel · Lydie Polfer